# Gracilisuchus stipanicicorum
Genre
Espèce
Gracilisuchus (signifiant « crocodile élancé ») est un genre éteint de petit pseudosuchien (un groupe qui inclut les ancêtres des crocodiliens) du Trias supérieur d'Argentine. Il contient une seule espèce, G. stipanicicorum, qui est placée dans le clade Suchia, proche de l'ascendance des crocodylomorphes. Le genre et l'espèce furent décrits pour la première fois par Alfred Romer en 1972.

## Découverte

### Découverte de l'holotype
Une expédition de quatre mois s'étalant sur 1964 et 1965 dans le bassin d'Ischigualasto-Villa Unión de la province de La Rioja, en Argentine, fut menée par Alfred Romer et ses collègues, qui comprenaient des chercheurs du Museum of Comparative Zoology (MCZ) de l'université de Harvard. Tandis que les deux premiers mois de l'expédition furent infructueux, les fouilles près de la rivière Chañares et de la rivière Gualo découvrirent bientôt des spécimens appartenant à une grande variété de groupes de tétrapodes. Parmi ceux-ci se trouvait le squelette d'un petit archosaure suchien, découvert à environ 3 kilomètres au nord de la rivière Chañares. Le squelette fut conservé au Musée de La Plata (MLP), qui avait soutenu l'expédition, sous le numéro de spécimen MLP 64-XI-14-11. Le spécimen a depuis été transféré au Musée de paléontologie de l'Université nationale de La Rioja (PULR), où il porte le numéro de spécimen PULR 08.
Ce spécimen, qui deviendrait l'holotype de Gracilisuchus, comprend un crâne partiel, une colonne vertébrale incomplète, des parties de l'omoplate et de l'humérus, des gastralia, et plusieurs ostéodermes associés. Plusieurs autres spécimens sont mélangés avec ces restes sur la même dalle. Une série vertébrale (« Série A »), initialement identifiée comme la queue de Gracilisuchus, a été réassignée à Tropidosuchus. Une autre série de vertèbres cervicales (« Série B ») a subi une réassignation similaire. Une omoplate et un coracoïde chevauchant les os des membres de l'holotype appartiennent probablement à un second Gracilisuchus. Il y a trois ilia, dont aucun n'appartient à l'holotype ; l'un appartient à un spécimen de Lagosuchus, un autre à Tropidosuchus. Un membre postérieur droit et un fémur et tibia gauches ont été assignés à Tropidosuchus, et un autre a été assigné à Lagosuchus. Le pied du membre postérieur droit fut initialement assigné à Gracilisuchus.

### Spécimens supplémentaires et description

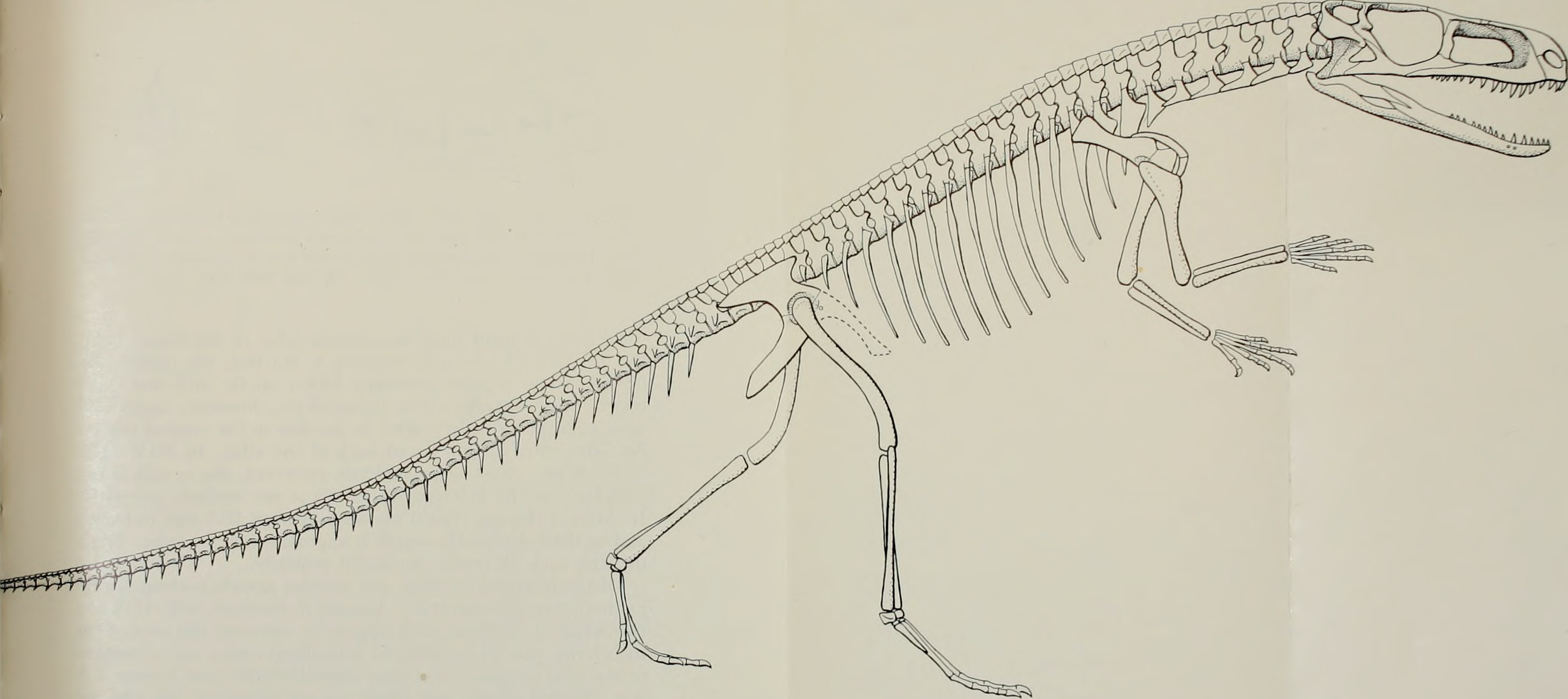
Gracilisuchus tel que reconstitué par Romer en 1972

Trois autres spécimens, conservés au MCZ, ont été découverts par Romer et son équipe dans la même localité que l'holotype. Il s'agit de MCZ 1147, un crâne presque complet avec les mâchoires ; MCZ 4118, des parties du crâne, un cou bien préservé et d'autres éléments ; et MCZ 4116, un crâne et une mâchoire écrasés avec du matériel provenant du reste du corps, dont une partie appartient à un spécimen plus petit. José Bonaparte de l'Institut Miguel Lillo (PVL) a par la suite collecté du matériel supplémentaire sur le site entre 1970 et 1972, incluant deux nouveaux spécimens : PVL 4597, le « spécimen de Tucumán », qui comprend un crâne et des mâchoires presque complets, des vertèbres cervicales et dorsales presque complètes, des vertèbres sacrées et caudales partielles, la ceinture pelvienne, la majeure partie du membre postérieur gauche, et une partie du membre postérieur, qui est 20 % plus grand que l'holotype ; et PVL 4612, un crâne et des mâchoires presque complets.
En 1972, Romer décrivit les spécimens découverts par son équipe dans la revue Breviora. Il nomma un nouveau genre pour ces spécimens, Gracilisuchus, avec le préfixe Gracili- faisant référence à « la constitution manifestement gracieuse du petit reptile ». De plus, il les plaça dans l'espèce type et unique G. stipanicicorum, qui honore le travail de Pedro et Maria Stipanicic en stratigraphie et paléobotanique de la période triasique. Dans cet article, Romer fournit également une reconstitution squelettique de Gracilisuchus, en raison de son impression que la quasi-totalité du squelette était disponible. Cependant, plusieurs éléments avaient été erronément attribués par lui. Le manque de connaissances complètes concernant son anatomie entrava les études ultérieures de Gracilisuchus, jusqu'aux articles de Lecuona, Desojo et Diego Pol en 2011 et 2017 qui redécrivirent ses restes. Le premier de ces travaux se concentrait sur PVL 4597, tandis que le second examina tous les spécimens connus.

## Description
Gracilisuchus était un petit membre des Pseudosuchia. Le plus grand crâne a une longueur d'un peu plus de 9 centimètres, et le plus grand fémur mesure environ 8 centimètres de long. En 1972, Alfred Romer estima une longueur totale de 21 centimètres; en 2014, Agustina Lecuona et Julia Desojo estimèrent une longueur de 28 centimètres pour le corps excluant les hanches et la queue. Le poids de Gracilisuchus a été estimé à 1,31 kilogramme.

### Crâne

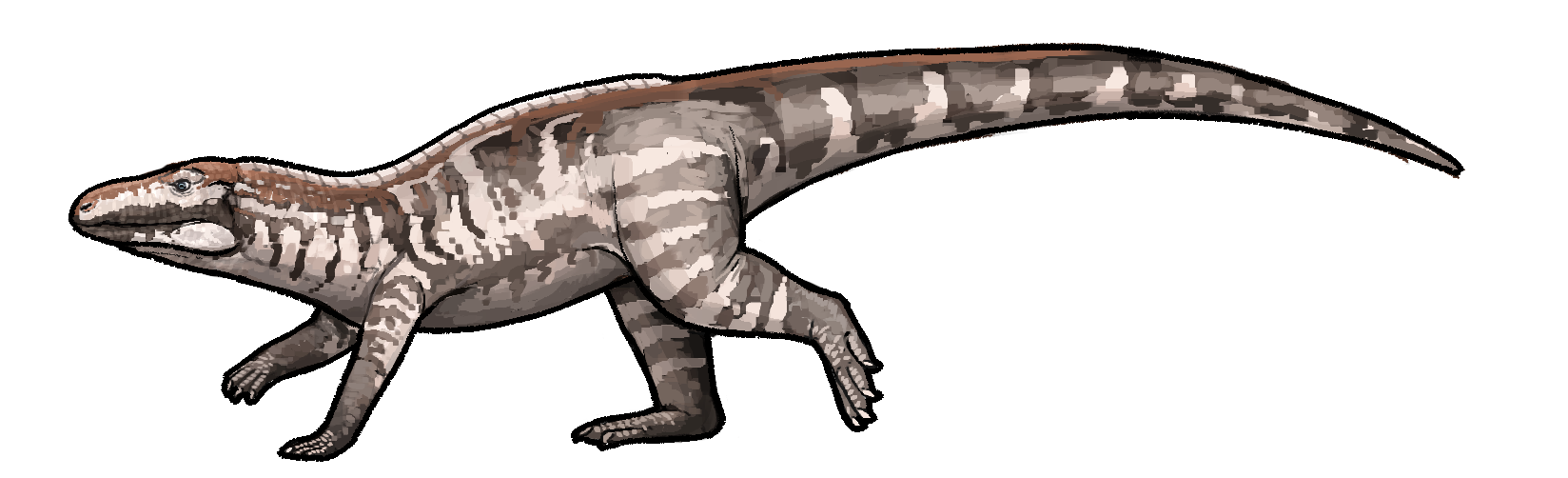
Reconstitution paléobiologique

Un certain nombre de caractéristiques du crâne peuvent être utilisées pour distinguer Gracilisuchus. Ses ouvertures crâniennes sont relativement grandes, avec la fenêtre antéorbitaire occupant 30 à 36 % de la longueur du toit crânien et l'orbite occupant 35 à 42 % de la longueur du toit crânien. De plus, la fenêtre supratemporale est, de manière unique, plus large que longue. À l'intérieur de l'orbite, il y a un anneau sclérotique, et les osselets (segments osseux) composant cet anneau se touchent mais ne se chevauchent pas. Contrairement à ses plus proches parents, Turfanosuchus et Yonghesuchus, mais de manière convergente avec Tropidosuchus, les premiers théropodes et les Crocodylomorpha, l'os lacrymal est aussi haut que l'orbite au lieu d'être significativement plus court.
Derrière l'orbite, le processus vertical de l'os jugal est uniquement droit. Le processus postérieur du jugal est situé sous le processus antérieur de l'os quadratojugal, de manière convergente avec Erpetosuchus, Postosuchus, Polonosuchus et les Crocodylomorpha, contrairement à Turfanosuchus et Yonghesuchus où ils sont disposés de manière inverse. De plus, un os postfrontal est présent, avec un processus externe qui est uniquement long et s'étend au-dessus de l'arrière de l'orbite. Il y a également un os postpariétal, qui est petit et triangulaire. À l'arrière du crâne, le foramen posttemporal est large relativement à la largeur du crâne. Également contrairement à Turfanosuchus et Yonghesuchus, Gracilisuchus possède quatre dents dans le prémaxillaire au lieu de cinq, comme Prestosuchus, Saurosuchus, Fasolasuchus, Batrachotomus, les Rauisuchidae et les Crocodylomorpha. Il n'y a pas d'arête tranchante, ou carène, à l'avant des dents prémaxillaires, et elles manquent de denticules dentelées sur les bords antérieur ou postérieur.

### Vertèbres
Il y a huit vertèbres cervicales. Contrairement à Turfanosuchus, Euparkeria, Fasolasuchus, Saurosuchus et aux sphénosuchiens, la suture entre le centrum et l'arc neural de l'axis (deuxième cervicale) porte une projection triangulaire vers le haut non arrondie. Il y a une carène longitudinale longue et étroite sur la face inférieure de l'axis, qui est également observée chez Riojasuchus, Saurosuchus, l'aétosaure Stagonolepis et les phytosaures. Le bord antérieur de l'épine neurale est uniquement haut et vertical, tandis que le bord postérieur est concave comme chez Turfanosuchus mais contrairement à Erpetosuchus. Similairement aux deux, le processus articulaire connu sous le nom de postzygapophyse se projette au-dessus de l'arrière du centrum, mais il est uniquement dans le plan horizontal. Les cervicales restantes ont des carènes peu développées sur leurs surfaces inférieures, contrairement à Erpetosuchus, Nundasuchus, aux aétosaures, Saurosuchus et Riojasuchus. Les côtés de leurs centra ont de longues dépressions, comme chez Turfanosuchus, les aétosaures, Batrachotomus et Ticinosuchus.
Dans au moins les quatrième, sixième et septième cervicales, il y a des « tables » étroites et arrondies à la base des épines neurales, comme chez Turfanosuchus et Euparkeria. Il y a des dépressions circulaires à l'avant des épines neurales, au-dessus des arcs neuraux, un trait partagé avec Turfanosuchus. Les postzygapophyses sont situées au même niveau qu'un autre ensemble de processus, les prézygapophyses, comme chez Turfanosuchus, Erpetosuchus et Ornithosuchus. La marge supérieure des postzygapophyses est convexe comme chez Turfanosuchus. Il y a des dépressions sous les postzygapophyses, qui ne sont observées chez aucun autre archosaure excepté Stagonosuchus et Batrachotomus, où elles sont plus profondes. Un autre ensemble de processus connus sous le nom de parapophyses s'étendent vers l'arrière sur des crêtes longitudinales, comme chez Nundasuchus, Batrachotomus et Postosuchus.
Il y a seize vertèbres dorsales. Comme chez Parringtonia, Nundasuchus et d'autres archosaures, les surfaces articulaires de leurs centra sont plates. Les carènes sur leurs surfaces inférieures sont à nouveau très faibles, ce qui est différent de Riojasuchus, Erpetosuchus, Parringtonia et Nundasuchus, mais similaire aux aétosaures. Il n'y a pas non plus de « tables » sur les épines neurales, contrairement à Turfanosuchus, Erpetosuchus, Parringtonia, aux aétosaures, Nundasuchus et Ticinosuchus. Comme chez Turfanosuchus, Parringtonia et Nundasuchus, les prézygapophyses sont situées au même niveau que le sommet de l'avant de certains centra. Certains des processus transverses s'étendant latéralement ont des cavités quelque peu profondes en dessous, comme chez Turfanosuchus, mais elles sont moins bien développées que chez Nundasuchus, Batrachotomus ou Stagonosuchus.
Deux vertèbres sacrées sont connues. Les processus transverses de la première sacrée, qui sont presque fusionnés aux côtes, sont séparés des épines neurales par deux paires de sillons qui forment un angle aigu. L'arc neural de la seconde sacrée porte également une longue dépression sur sa surface supérieure. L'apparence de ces caractéristiques est plus similaire à Turfanosuchus qu'à Nundasuchus. De manière unique, les bords externes de la première paire de côtes sacrées sont plus longs que leurs bords internes. La seconde paire présente une expansion plus proéminente, également observée chez Turfanosuchus, Euparkeria et Saurosuchus. Les deux paires n'étaient pas en contact l'une avec l'autre, comme chez Euparkeria. Il y avait au moins 16 vertèbres caudales (de la queue). Leurs épines neurales n'ont pas de processus accessoires à leurs marges antérieures, comme chez Turfanosuchus et Euparkeria mais contrairement aux autres archosaures basaux. Elles manquent également de « tables », contrairement à Turfanosuchus et Parringtonia.

### Membres
Dans la ceinture scapulaire, l'extrémité de la lame scapulaire est largement et asymétriquement élargie, contrairement à Turfanosuchus, Batrachotomus et Ticinosuchus, mais similairement au crocodylomorphe Dromicosuchus. Contrairement à Turfanosuchus mais comme chez Terrestrisuchus et Dibothrosuchus, l'articulation avec le radius sur l'humérus est plus étroite que celle avec l'ulna. La largeur de l'extrémité inférieure de l'humérus est 2,5 fois celle de la diaphyse, comme chez Batrachotomus (2,5), Ticinosuchus (2,7), Postosuchus (2,4) et Terrestrisuchus (2,4), mais plus petite que chez Turfanosuchus (3,75).
Dans le bassin, l'ilium a un processus frontal faiblement élargi, comme chez Turfanosuchus, Euparkeria, Postosuchus et Caïman. L'avant de l'articulation avec le pubis s'étend plus loin que le processus, comme chez Turfanosuchus, Euparkeria, Saurosuchus, Postosuchus et Lagerpeton. Pendant ce temps, le processus postérieur est long, comme chez Turfanosuchus et Postosuchus. Il y a une étagère le long du bas de ce processus, très similaire à celles de Terrestrisuchus, Dromicosuchus et Marasuchus. Les côtes sacrées s'articulent à cette étagère, contrairement à Turfanosuchus où l'étagère est située au-dessus. L'acétabulum, ou cavité cotyloïde, de Gracilisuchus était plus grand que chez les autres archosauriformes. Comme chez Turfanosuchus, Marasuchus, Lagerpeton et d'autres archosaures, l'acétabulum ne porte pas de perforation, et il y a un contrefort au-dessus de l'acétabulum pour le fémur.
De manière inhabituelle, mais comme chez Tropidosuchus, Protosuchus et Orthosuchus, l'articulation avec l'ilium sur le pubis est courte. Il y a une petite languette osseuse se projetant vers le bas depuis cette articulation, qui n'a été reconnue que chez Postosuchus. Il n'y a pas de surface proéminente de l'acétabulum sur le pubis, ni d'articulation visible avec l'ischium ; la première est similaire à Fasolasuchus et Orthosuchus, et la seconde est similaire aux crocodiliens actuels. Une lame en forme de L est présente sur la surface postérieure du « tablier » du pubis. L'articulation entre les deux moitiés de l'ischium est caractéristiquement proche du sommet de l'os, la portion séparée ne représentant que 22 % de la longueur de l'os ; Ornithosuchus pourrait présenter une condition similaire.
Environ 55 % de la partie inférieure du fémur est arquée, résultant en une forme sigmoïdale. Le sommet de la tête fémorale est élargi vers la ligne médiane, avec un élargissement ressemblant étroitement à ceux de Fasolasuchus, Postosuchus et du phytosaure Parasuchus. Il y a également une petite projection vers l'avant comme chez Pseudohesperosuchus. Comme chez Macelognathus et Trialestes, le quatrième trochanter, une caractéristique des archosauriformes, est peu développé. À l'extrémité inférieure, le sillon séparant les articulations avec le tibia et la fibula est peu profond, comme chez Turfanosuchus, Euparkeria, Tropidosuchus, Riojasuchus, Marasuchus et Lagerpeton. Les dépressions sur les surfaces postérieure et externe sont également peu développées, comme chez Aetosauroides et Marasuchus. Le tibia fait 90 % de la longueur du fémur, comme chez les autres archosaures basaux, avec une diaphyse droite, comme chez Euparkeria, Aetosauroides, Neoaetosauroides, Fasolasuchus, Postosuchus et Lagerpeton. L'extrémité inférieure de l'os est plus large que longue, comme chez Dromicosuchus. Il y a une courbure environ un quart du chemin vers le bas depuis le sommet de la fibula, où se trouve le trochanter ilio-fibulaire allongé et faiblement développé. Euparkeria, Marasuchus, Terrestrisuchus, Dromicosuchus et Effigia ont un trochanter similairement peu développé.
Comme Turfanosuchus et d'autres membres des Crurotarsi, Gracilisuchus possède une articulation de cheville « normale de crocodile », avec l'astragale et le calcanéum étant joints par une articulation « à tenon et mortaise ». Contrairement à Turfanosuchus, Euparkeria et Marasuchus, l'astragale a une articulation « à vis » avec le tibia, avec des surfaces articulaires légèrement divergentes. Comme chez Turfanosuchus et Euparkeria, la cavité sur l'avant de l'astragale couvre plus de la moitié de la surface. Contrairement à ces deux derniers, la face interne de l'astragale a une surface plate au lieu de deux. Le calcanéum a une articulation « glissante » avec la fibula comme chez Turfanosuchus et d'autres pseudosuchiens. Il y a une encoche sur l'arrière de l'os, comme chez Turfanosuchus, Aetosauroides, Fasolasuchus, Dromicosuchus, Protosuchus et Caiman. La tubérosité à côté de l'encoche est dirigée vers l'arrière et est plus large que haute, comme chez Turfanosuchus et les aétosaures. Il y a cinq doigts dans le pied, avec le nombre de phalanges préservées sur chaque doigt étant de 2-3-2-2-1 du premier au cinquième doigt ; le premier doigt est complètement préservé.

### Ostéodermes
Gracilisuchus portait deux rangées de plaques osseuses connues sous le nom d'ostéodermes au-dessus de son cou et de son torse, la première paire commençant immédiatement derrière le crâne. Elles ne semblent pas se poursuivre au-dessus des hanches ; ceci peut être associé à l'absence de « tables » dans les épines neurales des vertèbres postérieures, ou il peut s'agir d'un artéfact de préservation. Comme chez Turfanosuchus, Ticinosuchus, Saurosuchus et Qianosuchus, il y avait deux paires d'ostéodermes au-dessus de chaque vertèbre. Chaque ostéoderme chevauche légèrement celui situé immédiatement derrière lui, et l'ostéoderme gauche de chaque rangée est légèrement plus en avant que le droit, créant une apparence asymétrique. Cet arrangement décalé est également observé chez Euparkeria, Ticinosuchus, Nundasuchus, Qianosuchus, Prestosuchus et Saurosuchus.
Tandis que les ostéodermes de la rangée la plus antérieure sont triangulaires, les ostéodermes situés plus en arrière sont en forme de feuille. Ces ostéodermes en forme de feuille ont de petites projections antérieures là où ils se rencontrent sur la ligne médiane, comme chez Turfanosuchus et Euparkeria mais contrairement à Postosuchus, Batrachotomus et Saurosuchus, qui possèdent des ostéodermes avec des projections antérieures situées plus latéralement. La surface de chaque ostéoderme porte une crête longitudinale médiane, avec une dépression de chaque côté. Ceci est similaire à Saurosuchus et Batrachotomus, mais contrairement à Turfanosuchus, Euparkeria, Erpetosuchus, Parringtonia et Postosuchus, qui ont tous des crêtes non situées sur la ligne médiane. Différents spécimens de Gracilisuchus ont différentes textures de surface d'ostéodermes ; certains sont lisses comme chez Turfanosuchus, tandis que d'autres portent des fosses et sillons radiaux comme chez Erpetosuchus.

## Classification

### Interprétation comme ornithosuchidé
Romer considérait Gracilisuchus comme étant, « assez clairement », un parent de l'écossais Ornithosuchus, en raison de similitudes dans la structure crânienne et d'autres caractéristiques squelettiques. Quand Alick Walker décrivit Ornithosuchus en 1964, il suggéra que Teratosaurus et Sinosaurus étaient ses plus proches parents, formant collectivement la famille des Ornithosuchidae. Il suggéra en outre qu'ils étaient des dinosaures théropodes. À cette époque, les théropodes étaient divisés en deux groupes suivant la classification de Romer de 1956 : les Coelurosauria (théropodes à long cou et petite tête) et les Carnosauria (théropodes à cou court et grosse tête). Walker considérait que les ornithosuchidés appartenaient à ce dernier groupe, en raison de fortes similitudes morphologiques entre les ceintures des membres d'Ornithosuchus, Albertosaurus, Gorgosaurus et Antrodemus (=Allosaurus). Il identifia les ornithosuchidés comme la souche ancestrale triasique à partir de laquelle les carnosaures jurassiques et crétacés ont pris origine.
Cette évaluation resta assez populaire dans les années suivantes, et fut adoptée par Romer pour l'édition de 1966 de son manuel Vertebrate Paleontology. Au moment de la description de Gracilisuchus par Romer en 1972, l'aire de répartition géographique des ornithosuchidés s'était étendue pour inclure les argentins Venaticosuchus et Riojasuchus, qui avaient été attribués à la famille par Bonaparte en 1969. Romer nota que Gracilisuchus était le membre le plus petit et le plus ancien connu du groupe à ce jour, et avait en conséquence une morphologie assez basale (nonobstant des traits supposément aberrants tels que la fermeture partielle de la fenêtre infratemporale). Cependant, il avait des réserves concernant l'identification des ornithosuchidés comme dinosaures par Walker, notant des traits d'archosaures basaux tels que l'acétabulum fermé, les ostéodermes et la cheville normale de crocodile. Ainsi, il considérait les caractéristiques supposément carnosauriennes comme des produits de convergence.

### Réidentification comme non-ornithosuchidé
Des doutes surgirent dans les années suivantes quant à savoir si Gracilisuchus était réellement attribuable aux Ornithosuchidae. En 1979, Arthur Cruickshank sépara les pseudosuchiens (archosaures de la « lignée crocodile ») en deux groupes basés sur le fait qu'ils portaient des chevilles « normales de crocodile » ou « inversées de crocodile » (où le tenon et la mortaise sont situés sur les os opposés). Il observa que, tandis que Gracilisuchus avait une articulation « normale de crocodile », d'autres ornithosuchidés avaient une articulation « inversée de crocodile » ; il retira ainsi Gracilisuchus des Ornithosuchidae. Donald Brinkman nota en 1981 que, sans plus d'informations concernant l'origine des articulations « inversées de crocodile », il serait possible que les articulations « normales de crocodile » représentent la condition basale, qui fut conservée chez Gracilisuchus, avec les articulations « inversées de crocodile » représentant une spécialisation des ornithosuchidés ultérieurs.
Cependant, au même moment, Brinkman nota un certain nombre d'autres traits chez Gracilisuchus qui diffèrent des ornithosuchidés « avancés ». Ceux-ci incluent la fenêtre antorbitaire rectangulaire ; le fond arrondi de l'orbite dû à l'absence d'une projection proéminente de l'os jugal devant l'œil ; l'os quadratojugal haut et élancé ; l'absence d'espace entre les dents du prémaxillaire et du maxillaire ; la fenêtre infratemporale rectangulaire ; un rebord concave sur l'arrière de l'os squamosal ; l'arrière de la mandibule de la mâchoire inférieure étant non bifurqué, et s'étendant vers l'arrière seulement au-dessus de la fenêtre mandibulaire ; l'os spléniaire formant le bas de la mâchoire au lieu d'être restreint à sa surface interne ; l'absence de carènes dans les vertèbres cervicales ; et la présence de deux rangées d'ostéodermes au-dessus de chaque vertèbre au lieu d'une. Le premier, quatrième et cinquième de ces traits sont partagés avec Euparkeria, amenant Brinkman à les considérer comme des traits basaux ; cependant, Euparkeria est plus similaire aux ornithosuchidés « avancés » en ce qui concerne les autres traits.
Selon Brinkman, ceci laissait deux possibilités : soit Gracilisuchus était dérivé de la condition ornithosuchidée basale d'une manière différente des autres ornithosuchidés, soit il représente une radiation évolutive différente entièrement, séparée des ornithosuchidés. Il nota des similitudes intrigantes entre Gracilisuchus et les membres des Sphenosuchia ; le troisième et sixième des traits mentionnés ci-dessus sont partagés avec Sphenosuchus et Pseudohesperosuchus, tandis que le neuvième est partagé avec Lewisuchus. Ainsi, dans un arbre phylogénétique, Brinkman représenta provisoirement Gracilisuchus comme étant plus proche des Erythrosuchidae de la « lignée crocodile », des Rauisuchidae et des Stagonolepididae (=Aetosauria) que des Ornithosuchidae et des Euparkeriidae.

### Inclusion dans les Suchia et les Crurotarsi
L'analyse phylogénétique soutint bientôt l'hypothèse de Brinkman selon laquelle Gracilisuchus était plus proche des archosaures de la « lignée crocodile ». En 1988, Michael Benton et James Clark publièrent une analyse phylogénétique incorporant Gracilisuchus et 16 autres taxons. Il fut récupéré comme membre des Suchia, un groupe défini par Bernard Krebs comme étant caractérisé par une cheville « normale de crocodile », parmi d'autres caractéristiques. Au sein des Suchia, ils trouvèrent que Gracilisuchus était le taxon frère des crocodylomorphes et des « pseudosuchiens » (qu'ils définirent restrictivement pour inclure les rauisuchidés et les stagonolépididés). Il était différencié de ces deux derniers par la présence de postpariétaux et l'absence de : une fosse entre les os basioccipital et basisphénoïde ; une fusion entre l'atlas (première cervicale) et l'intercentrum, un élément sous l'axis ; des processus accessoires sur les épines neurales caudales ; et des ostéodermes sur le dessous de la queue. Pendant ce temps, les ornithosuchidés étaient plus proches des dinosaures dans les Ornithosuchidae, et Euparkeria était le taxon frère du groupe contenant les suchiens et les ornithosuchiens.
En 1990, Paul Sereno et Andrea Arcucci suggérèrent que les ornithosuchidés - dans lesquels ils incluaient Gracilisuchus - étaient en fait plus proches des archosaures conventionnels de la « lignée crocodile » que des dinosaures. Ils nommèrent le groupe collectif des Suchia, Ornithosuchidae et Parasuchia (=Phytosauria) comme les Crurotarsi, et notèrent quelques caractéristiques unificatrices : la forte courbure interne du sommet de l'humérus ; l'extrémité inférieure de la fibula étant plus large que le sommet ; l'articulation « glissante » spécialisée entre la fibula et le calcanéum ; l'articulation « à vis » entre le tibia et l'astragale ; la tubérosité robuste du calcanéum, avec une extrémité inférieure évasée ; et un « renfoncement » à l'arrière de l'extrémité supérieure du pubis. Gracilisuchus fut identifié comme une exception pour des traits unificateurs supplémentaires, tels que le trochanter robuste sur la fibula et la rangée unique d'ostéodermes par vertèbre. Cette classification fut davantage révisée par Sereno en 1991, quand il retira Gracilisuchus des ornithosuchidés, et l'utilisa pour définir le contenu des Suchia.

### Incertitude phylogénétique
Les analyses ultérieures n'atteignirent pas de consensus sur les relations entre Gracilisuchus et les autres crurotarsiens. Malgré cette ambiguïté, Gracilisuchus a été largement utilisé comme groupe externe de référence, ou taxon représentant une condition basale, dans les analyses de pseudosuchiens plus dérivés tels que les crocodylomorphes, incluant à la fois les crocodyliformes et les sphénosuchiens (maintenant connus pour être un assemblage paraphylétique de crocodylomorphes non-crocodyliformes).
L'analyse de J. Michael Parrish de 1993 nota qu'un cinquième métatarse « en forme d'attelle » dans le pied, probablement une conséquence de la compaction du pied, unissait Gracilisuchus avec son groupe frère, les Paracrocodylomorpha nouvellement définis (Poposauridae et Crocodylomorpha). Ils formaient les Rauisuchia avec les Rauisuchidae. Cependant, Parrish nota également que Gracilisuchus différait des autres rauisuchiens par l'absence d'une ossification à l'arrière du sommet du crâne, et l'absence d'une fenêtre entre le prémaxillaire et le maxillaire. Dans une analyse de 1994, Lars Juul déplaça Gracilisuchus à l'intérieur des Paracrocodylomorpha, le plaçant comme taxon frère de Postosuchus (alors un poposauridé). Les Paracrocodylomorpha, à leur tour, étaient unis avec les Ornithosuchidae pour former les Dromaeosuchia. Les deux analyses suggéraient que le rebord squamosal de Gracilisuchus était homologue à celui de Postosuchus et des crocodylomorphes.
Les descriptions du matériel d'Erpetosuchus au début des années 2000 s'accompagnèrent d'analyses supplémentaires incorporant Gracilisuchus. Dans une description de 2000 portant sur du matériel nord-américain, Paul Olsen, Hans-Dieter Sues et Mark Norell établirent que Gracilisuchus était plus dérivé que Stagonolepis mais plus basal que Postosuchus, Erpetosuchus et les crocodylomorphes. Plus tard, dans une révision du genre en 2002, Benton et Walker identifièrent des hypothèses contrastées concernant la position de Gracilisuchus : soit comme étant plus dérivé qu'un groupe contenant Ornithosuchus et les rauisuchiens (Saurosuchus, Batrachotomus, Prestosuchus) ; soit comme formant une polytomie avec Ornithosuchus et les rauisuchiens. Dans les deux cas, il était plus basal que le même groupe dans l'analyse d'Olsen et ses collègues, étant uni par une crête sur l'os squamosal au-dessus de la fenêtre supratemporale et l'absence de foramen sur le quadrate.
Dans une analyse réalisée pour la deuxième édition de The Dinosauria en 2004, Benton effectua une nouvelle analyse phylogénétique, établissant que Gracilisuchus était le taxon frère des Phytosauria (alors renommés depuis les Parasuchia). Ils formaient une polytomie avec les Ornithosuchidae, qui occupaient une position basale par rapport aux Suchia (définis pour inclure les Stagonolepididae, Postosuchus et les Crocodylomorpha), Fasolasuchus et les Prestosuchidae. Plus tard, en 2006, la même relation avec les Phytosauria fut retrouvée par Chun Li et ses collègues dans une analyse phylogénétique menée pour le matériel supplémentaire de la description de Qianosuchus. Ils établirent que ce groupe formait une polytomie avec les Ornithosuchidae ; Qianosuchus ; le groupe de Postosuchus et des Crocodylomorpha ; et le groupe des Stagonolepididae, Fasolasuchus et des Prestosuchidae.
Steve Brusatte, Benton, Desojo et Max Langer menèrent l'analyse phylogénétique la plus complète de l'époque en 2010. Ils notèrent que Gracilisuchus avait été un taxon « isolé » dans les analyses précédentes, ne pouvant être définitivement placé dans aucun groupe particulier. Dans leur propre analyse, Gracilisuchus était le taxon frère d'un groupe contenant Erpetosuchus et les Crocodylomorpha, qui avec les Aetosauria (alors renommés depuis les Stagonolepididae) formaient une branche des Suchia. Bien qu'ils aient trouvé un support solide pour ce groupement sous la forme de huit synapomorphies (caractères partagés), dont deux (impliquant l'ossification et la position du foramen périlymphatique de la boîte crânienne) étaient non ambiguës, une évaluation ultérieure nota que cela pouvait résulter d'un échantillonnage déficient des non-rauisuchiens. Parallèlement, Revueltosaurus et les ornithosuchidés formaient un groupe sur la branche opposée des Suchia, étant plus proches des rauisuchiens.
En 2011, Sterling Nesbitt mena une autre analyse phylogénétique mieux échantillonnée. Contrairement à Parrish et Juul, il établit que Gracilisuchus avait acquis un rebord squamosal indépendamment de Postosuchus et des crocodylomorphes. Bien qu'il ait obtenu diverses positions pour Gracilisuchus dans différents arbres, tous s'accordaient sur le fait que Gracilisuchus était un suchien basal, et était plus proche des crocodylomorphes que les phytosaures non-archosauriens. Le consensus plaça Gracilisuchus dans une polytomie avec un groupe de Revueltosaurus et des Aetosauria ; Turfanosuchus ; et un groupe de Ticinosaurus et des Paracrocodylomorpha. Il nota que la suppression de Turfanosuchus alliait Gracilisuchus aux ornithosuchidés dans un arbre possible, cette relation étant basée sur des synapomorphies non ambiguës telles que la présence de trois dents prémaxillaires ; la longueur du pubis représentant plus de 70 % de celle du fémur ; le pubis étant plus long que l'ischion ; la présence d'un espace médian au bas de l'ischion ; et l'absence de « crochet » à l'extrémité supérieure du cinquième métatarsien.

### Formation des Gracilisuchidae
La redescription des membres postérieurs de Gracilisuchus par Lecuona et Desojo en 2011 permit l'incorporation de données supplémentaires dans les analyses subséquentes. Lecuona et Desojo notèrent également que le développement médiocre du quatrième trochanter et de la tête fémorale était partagé avec les membres des Sphenosuchia, ce qui permettait la possibilité qu'ils forment un groupe monophylétique. Cependant, ils notèrent aussi que l'analyse de Nesbitt apportait un support pour une position à l'extérieur des Crocodylomorpha, en raison de l'absence d'acétabulum perforé.
En 2014, une analyse menée par Richard Butler, modifiée à partir de celle de Nesbitt, suggéra pour la première fois que Gracilisuchus formait un groupe avec Turfanosuchus et Yonghesuchus, deux suchiens basaux aux histoires taxonomiques similairement complexes. Le groupe fut nommé Gracilisuchidae. Ils établirent que les Gracilisuchidae étaient le taxon frère d'un groupe contenant Ticinosuchus et les Paracrocodylomorpha, l'ensemble formant collectivement le taxon frère d'un groupe constitué de Revueltosaurus et des Aetosauria ; ces deux sous-groupes avaient précédemment été obtenus par Nesbitt. Un support solide fut obtenu pour les Gracilisuchidae sous la forme de six synapomorphies non ambiguës : un processus à l'arrière du prémaxillaire qui s'insère dans une rainure sur la surface externe de l'os nasal ; le nasal bordant le sommet de la fenêtre antorbitaire ; l'os frontal effilé ; la présence d'une dépression au bas du tubercule calcanéen ; les ostéodermes se courbant vers le bas à leurs bords externes ; et la présence d'un processus triangulaire portant un apex distinct sur le maxillaire.
Au sein des Gracilisuchidae, Butler et ses collègues notèrent que Gracilisuchus était probablement plus proche de Yonghesuchus que de Turfanosuchus, en raison de trois synapomorphies : le contact entre les os squamosal et postorbitaire se prolongeant vers l'arrière le long d'une grande partie de la surface inférieure du premier ; le jugal s'arrêtant avant son extrémité postérieure de la fenêtre infratemporale ; et la jonction du basisphénoïde et du parasphénoïde étant située entre des projections triangulaires en forme de plaques du basioccipital connues sous le nom de tubera, les processus basiptérygoïdes à la base du basisphénoïde étant au moins 1,5 fois plus longs que larges. Cependant, un support faible pour cette relation fut obtenu, partiellement en raison du caractère incomplet du matériel attribué à Yonghesuchus.
Lecuona, Desojo et Pol menèrent une autre analyse, s'appuyant sur les travaux de Butler et ses collègues ainsi que sur la thèse de Lecuona de 2013, en 2017 pour accompagner leur redescription de Gracilisuchus. Ils découvrirent les mêmes arrangements phylogénétiques au sein des Gracilisuchidae et en relation avec les autres pseudosuchiens. Cependant, leur analyse fut capable de fournir un arbre bien résolu même avec l'inclusion des erpétosuchidés (Erpetosuchus et Parringtonia) ; l'inclusion des erpétosuchidés avait réduit les Gracilisuchidae à une polytomie dans l'analyse de Butler et ses collègues. Lecuona et ses collègues ajoutèrent deux synapomorphies des Gracilisuchidae à celles listées par Butler : l'absence de la contribution du jugal à la barre postorbitaire derrière la cavité oculaire, et les articulations avec la fibula et l'astragale formant une structure continue sur le calcanéum. Ils supprimèrent également le caractère original impliquant le tubercule calcanéen. Enfin, ils ajoutèrent une synapomorphie unissant Gracilisuchus et Yonghesuchus : l'absence de la contribution du postorbitaire à la bordure de la fenêtre infratemporale.

## Paléobiologie

### Posture
En raison de ses affinités supposées avec Ornithosuchus, Romer reconstitua Gracilisuchus comme un bipède facultatif dans sa description initiale. Walker et Bonaparte notèrent tous deux que les membres antérieurs des ornithosuchidés étaient considérablement réduits par rapport aux membres postérieurs, avec des doigts également réduits qui étaient plus adaptés à la préhension qu'à la locomotion. Bien que la main ne soit pas préservée chez Gracilisuchus, Romer nota que ses membres antérieurs mesuraient les trois cinquièmes de la longueur des membres postérieurs, comme les ornithosuchidés ; cependant, cette interprétation était basée sur du matériel qui a depuis été réattribué.

## Paléoécologie

### Contexte stratigraphique
La localité où Gracilisuchus a été découvert est connue sous le nom de localité de Los Chañares, et est située à 29°49′8.9″S 67°48′47.9″O / 29.819139°S 67.813306°O / -29.819139; -67.813306. Elle consiste en badlands à la base d'un escarpement latitudinal, les roches exposées étant composées de grains de feldspath et de quartz, ainsi que d'éclats de verre, intégrés dans une matrice géologique de silice et d'argile. Ces roches appartiennent à la partie inférieure de la Formation de Chañares, qui recouvre localement la Formation de Tarjados et est surmontée par la Formation de Los Rastros. À partir d'environ 10 mètres au-dessus de la limite entre les formations de Tarjados et Chañares, des concrétions brunes de carbonate sont présentes dans toute la roche. C'est dans ces concrétions que les restes de Gracilisuchus et d'autres tétrapodes ont été trouvés.
Contrairement à d'autres formations du Carnien (Trias supérieur), il n'y a aucun reste de dinosaure dans la Formation de Chañares. Cela a conduit les chercheurs à attribuer un âge du Trias moyen à Chañares. En raison de composantes fauniques partagées, des corrélations avec la Zone d'Assemblage de Dinodontosaurus de la Formation de Santa Maria au Brésil ont été utilisées pour attribuer un âge ladinien à Chañares. La datation argon-argon de la Formation d'Ischigualasto (qui recouvre localement Los Rastros) en 1993 produisit également un âge proche de la limite Ladinien-Carnien, contraignant ainsi Chañares au Ladinien. Cependant, une datation uranium-plomb plus précise nécessita par la suite des révisions de l'échelle des temps géologiques. L'Ischigualasto fut réattribué au Carnien tardif, rendant possible un âge carnien pour Chañares Ceci fut réaffirmé par la datation uranium-plomb des dépôts de Chañares en 2016, indiquant un âge du Carnien précoce de 236 à 234 millions d'années.